# Bobnice
Bobnice (německy Bobnitz) jsou obec v okrese Nymburk ve Středočeském kraji. Žije zde 878 obyvatel a jejich katastrální území má rozlohu 995 hektarů. Obec leží dva kilometry od města Nymburk a je součástí Mikroregionu Nymbursko.

## Historie
První písemná zmínka o Bobnicích pochází již z roku 1353, kdy tu stál zemanský statek. Tuto informaci však nejde historicky doložit. Nejstarší zmínka o Bobnicích, která je doložitelná historickými prameny, pochází z roku 1413. Obec byla, podobně jako ostatní české obce, během třicetileté války zcela zničena. V roce 1740 však zde již opět žilo 40 sedláků, 4 chalupníci a 4 baráčníci. Již v polovině 18. století měla obec svou školu.
Ve vsi Bobnice (796 obyvatel) byly v roce 1932 evidovány tyto živnosti a obchody: cihelna, 3 hostince, 2 koláři, 2 kováři, obuvník, pekař, 12 rolníků, řezník, sedlář, 4 obchody se smíšeným zbožím, spořitelní a záložní spolek pro Bobnice, 2 trafiky, 2 truhláři, zámečník.
Ve vsi Kovansko (433 obyvatel, sbor dobrovolných hasičů, samostatná ves se později stala součástí Bobnic) byly v roce 1932 evidovány tyto živnosti a obchody: cihelna, výroba čepic, 2 hostince, kovář, krejčí, pekař, řezník, 2 obchody se smíšeným zbožím, trafika.

## Obyvatelstvo
| Rok            | 1869 | 1880 | 1890 | 1900  | 1910  | 1921  | 1930  | 1950 | 1961 | 1970 | 1980 | 1991 | 2001 | 2011 | 2021 |
| -------------- | ---- | ---- | ---- | ----- | ----- | ----- | ----- | ---- | ---- | ---- | ---- | ---- | ---- | ---- | ---- |
| Počet obyvatel | 763  | 915  | 983  | 1 078 | 1 100 | 1 129 | 1 255 | 940  | 979  | 908  | 821  | 736  | 724  | 865  | 855  |
| Počet domů     | 104  | 125  | 134  | 146   | 166   | 180   | 258   | 278  | 269  | 265  | 249  | 292  | 295  | 343  | 347  |

## Obecní správa

### Územněsprávní začlenění
Dějiny územněsprávního začleňování zahrnují období od roku 1850 do současnosti. V chronologickém přehledu je uvedena územně administrativní příslušnost obce v roce, kdy ke změně došlo:
- 1850 země česká, kraj Jičín, politický i soudní okres Nymburk[8]
- 1855 země česká, kraj Mladá Boleslav, soudní okres Nymburk
- 1868 země česká, politický okres Poděbrady, soudní okres Nymburk
- 1936 země česká, politický i soudní okres Nymburk[9]
- 1939 země česká, Oberlandrat Kolín, politický i soudní okres Nymburk[10]
- 1942 země česká, Oberlandrat Hradec Králové, politický i soudní okres Nymburk[11]
- 1945 země česká, správní i soudní okres Nymburk[12]
- 1949 Pražský kraj, okres Nymburk[13]
- 1960 Středočeský kraj, okres Nymburk
- 2003 Středočeský kraj, okres Nymburk, obec s rozšířenou působností Nymburk

### Části obce
- Bobnice
- Kovansko

### Obecní symboly
Znak a vlajka byly obci uděleny rozhodnutím předsedy Poslanecké sněmovny Parlamentu České republiky dne 25. března 2005.

## Doprava
Dopravní síť
- Pozemní komunikace – Do obce vedou silnice III. třídy. Ve vzdálenosti dva kilometry vede silnice I/38 Kolín - Nymburk - Mladá Boleslav.

- Železnice – Území obce protíná železniční Trať 061 Nymburk - Kopidlno - Jičín. Jedná se o jednokolejnou celostátní trať, provoz byl zahájen roku 1881. Na území obce Bobnice ve vzdálenosti 2,5 kilometru od středu obce leží železniční zastávka Jíkev. Ve vzdálenosti 2 km od středu obce Bobnice leží železniční stanice Veleliby pro tratě 061 a 071, ve vzdálenosti tři kilometry leží železniční stanice Nymburk hlavní nádraží pro tratě 060, 061, 071 a 231.

Veřejná doprava 2024
- Autobusová doprava – V obci má zastávku příměstská autobusová linka 676 Nymburk-Loučeň-Seletice (v pracovních dnech 13 spojů směr Loučeň, 11 spojů směr Nymburk) (dopravce Okresní autobusová doprava Kolín, s. r. o.).

## Osobnosti
Narodil se tu a působil statkář Josef Hampl (1849–1912), okresní starosta v Nymburce a poslanec Českého zemského sněmu.

## Galerie

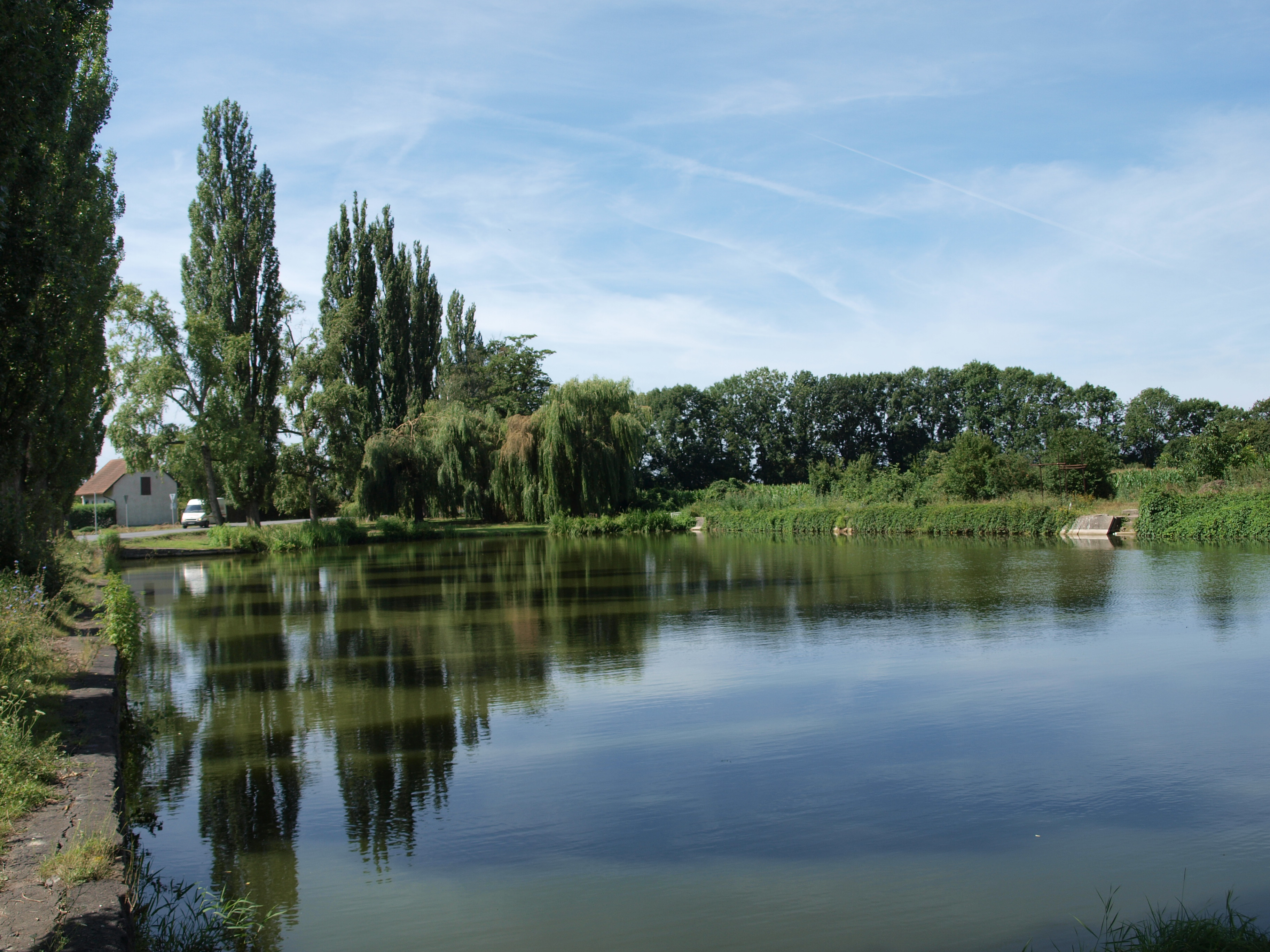
Nádrž na západním okraji obce
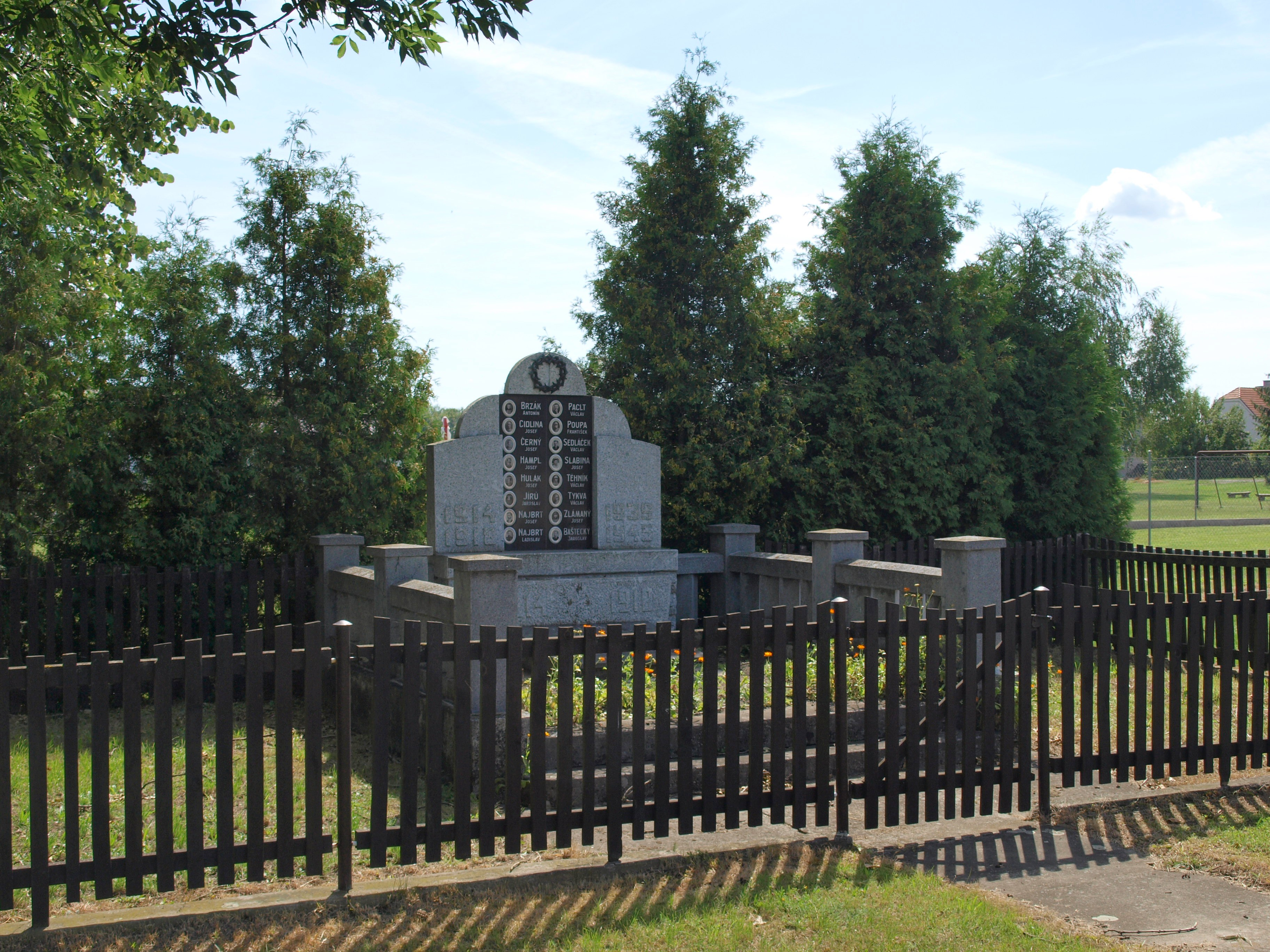
Památník obětem první a druhé světové války
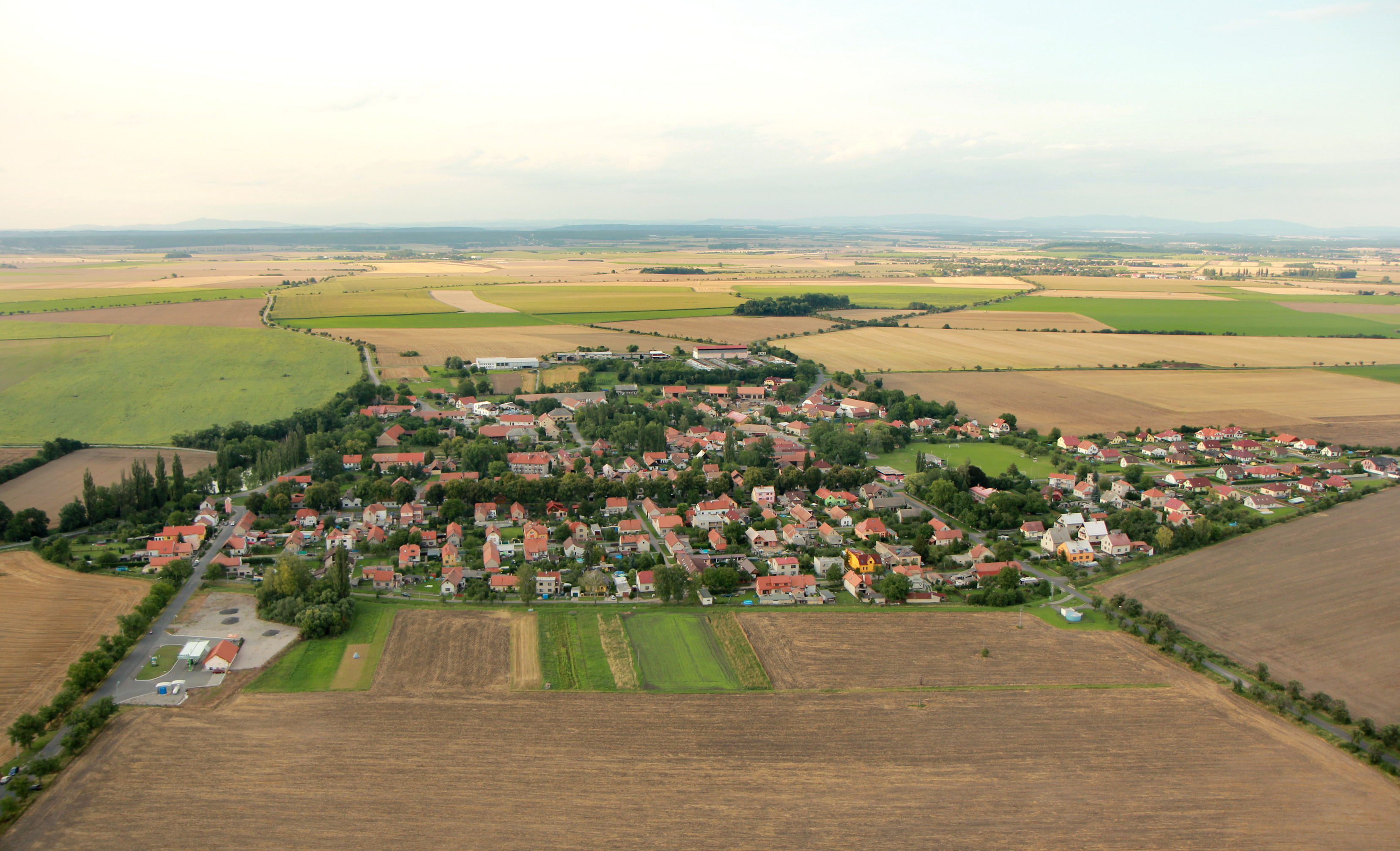
Celkový letecký pohled
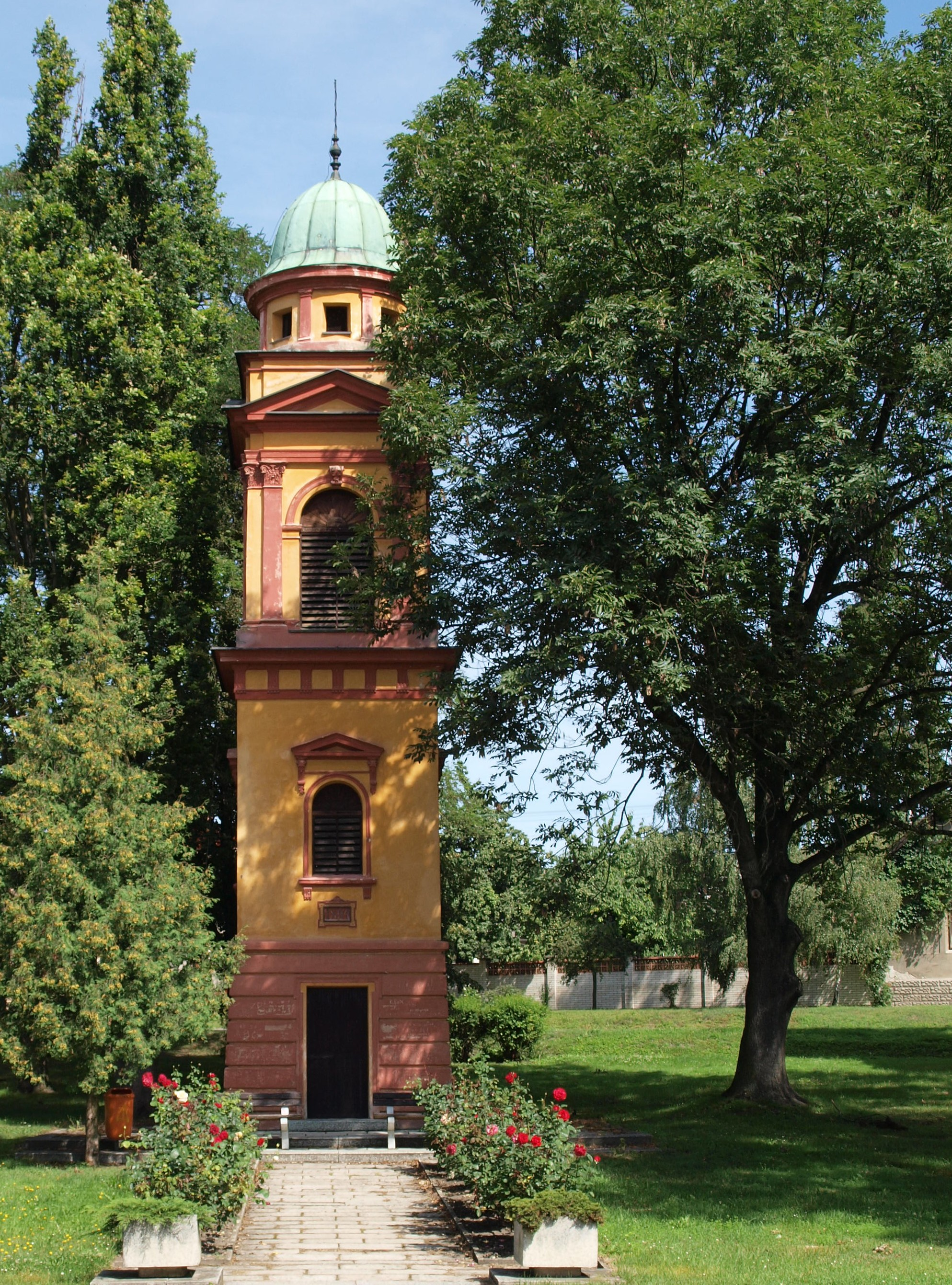
Zvonice na návsi, domy Nad Parkem 17,16